# Unión Nacional de Ucrania
La Unión Nacional de Ucrania(UNU, en ucraniano: Український Національний Союз) es un movimiento político neonazi, nacionalista y paramilitar ucraniano formado por varias organizaciones, fundado por Oleg Goltvyansky en 2009. El actual líder de UNU es Vitaly Krivosheev, que dirige el movimiento desde 2012.

## Historia
El movimiento fue fundado en 2009 por un grupo de jóvenes neonazis y Oleg Goltvyansky asumió el liderazgo del partido. En 201 Vitaly Krivosheev asumió el liderazgo del movimiento tras ser arrestado Goltvyansky.
En 27 de abril de 2013, Unión Nacional de Ucrania celebró su V Congreso, en el que los miembros del movimiento anunciaron la fundación de un partido La Ucraniano Social-Nacional. La UNU participó en las manifestaciones proeuropeas del Euromaidán de 2013-2014.
Los miembros de la UNU han participado en combates guerra ruso-ucraniana.
Durante las elecciones locales de 2015 UNU obtuvo un 5.88 % de los votos y 2 escaños, consiguiendo por primera vez representación en la Rada Suprema.

## Símbolos
El escudo de la Unión Nacional de Ucrania cuenta con un wolfsangel. El escudo consta de un rojo lienzo con la wolfsangel en color negro. El wolfsangel es usada por el neonazismo a nivel internacional. La bandera consta de tres bandas, donde franja blanca simboliza la raza, raya roja simboliza la nación, una raya negro simboliza la tierra - un país. Lema: ¡Raza! ¡Nación! ¡Tierra!